# Argelaguer
Argelaguer település Spanyolországban, Girona tartományban. Argelaguer Montagut i Oix, Tortellà, Sales de Llierca, Sant Ferriol és Sant Jaume de Llierca községekkel határos. Lakosainak száma 452 fő (2024).

## Népesség
A település népessége az elmúlt években az alábbi módon változott:
| Lakosok száma | 224  | 898  | 679  | 565  | 336  | 385  | 445  | 425  | 397  | 452  |
|               | 1717 | 1887 | 1936 | 1960 | 1986 | 2004 | 2009 | 2014 | 2019 | 2024 |